# Aruba en los Juegos Panamericanos
Aruba ha competido en todas las ediciones de los Juegos Panamericanos desde la décima edición del evento multideportivo en 1987. Aruba no compitió en los primeros y únicos Juegos Panamericanos de Invierno en 1990.

## Medallero

### Verano
| Año   | Medalla de oro | Medalla de plata | Medalla de bronce | Total        |
| ----- | -------------- | ---------------- | ----------------- | ------------ |
| 1951  | No participó   | No participó     | No participó      | No participó |
| 1983  | No participó   | No participó     | No participó      | No participó |
| 1987  | 0              | 0                | 0                 | 0            |
| 1991  | 0              | 0                | 0                 | 0            |
| 1995  | 0              | 0                | 0                 | 0            |
| 1999  | 0              | 0                | 0                 | 0            |
| 2003  | 0              | 0                | 0                 | 0            |
| 2007  | 0              | 0                | 0                 | 0            |
| 2011  | 0              | 0                | 0                 | 0            |
| 2015  | 0              | 0                | 0                 | 0            |
| 2019  | 0              | 0                | 1                 | 1            |
| 2023  | 0              | 2                | 1                 | 3            |
| Total | 0              | 2                | 2                 | 4            |

#### Por deporte
| Deporte             | Medalla de oro | Medalla de plata | Medalla de bronce | Total |
| ------------------- | -------------- | ---------------- | ----------------- | ----- |
| Vela                | 0              | 2                | 1                 | 1     |
| Karate              | 0              | 0                | 1                 | 1     |
| Totales (1 deporte) | 0              | 2                | 2                 | 2     |

### Invierno
| Año   | Medalla de oro | Medalla de plata | Medalla de bronce | Total        |
| ----- | -------------- | ---------------- | ----------------- | ------------ |
| 1990  | No participó   | No participó     | No participó      | No participó |
| Total | 0              | 0                | 0                 | 0            |